# Новокузьминка (Новосибірська область)
Новокузьминка (рос. Новокузьминка) — присілок у Ординському районі Новосибірської області Російської Федерації.
Входить до складу муніципального утворення Верх-Алеуська сільрада. Населення становить 252 особи (2010).

## Історія
Згідно із законом від 2 червня 2004 року органом місцевого самоврядування є Верх-Алеуська сільрада.

## Населення
| 2002 | 2007 | 2010 |
| ---- | ---- | ---- |
| 348  | ↘343 | ↘252 |